# Deiphon
Deiphon – rodzaj stawonogów z wymarłej gromady trylobitów, z rzędu Phacopida. Żył w okresie syluru.
Jego skamieniałości znaleziono na terenie Europy oraz USA.
Rodzaje:

D. americanus

D. barrandei

D. brabrooki

D. dikella

D. fleur

D. forbesi

D. grovesi

D. pisum

D. salmoni